# Per Lockl
Per Lockl (* 7. März 2001 in Bad Vilbel) ist ein deutscher Fußballspieler.

## Karriere

### Verein
Nach seinen Anfängen in der Jugend des SSV Heilsberg und des FSV Frankfurt wechselte er im Sommer 2016 in die Jugendabteilung des VfB Stuttgart. Für seinen Verein bestritt er 51 Spiele in der B-Junioren-Bundesliga und 41 Spiele in der A-Junioren-Bundesliga, bei denen ihm insgesamt 25 Tore gelangen. Am Ende der Saison 2018/19 wurde er mit seiner Mannschaft Sieger im DFB-Pokal der Junioren durch einen 2:1-Endspielsieg gegen RB Leipzig. Im Sommer 2020 wechselte er zur zweiten Mannschaft von Borussia Mönchengladbach in die Regionalliga West.
Nach 97 Ligaspielen wechselte Lockl im Sommer 2023 zum Drittligisten SV Waldhof Mannheim und kam dort auch zu seinem ersten Einsatz im Profibereich, als er am 5. August 2023, dem 1. Spieltag, bei der 0:2-Auswärtsniederlage gegen den TSV 1860 München in der Startformation stand.
Zu Beginn der Saison 2024/25 kehrte Lockl nach Stuttgart zurück, wo er sich den Stuttgarter Kickers anschloss.

### Nationalmannschaft
Lockl bestritt in den Jahren 2016 bis 2018 insgesamt 18 Spiele für die U15 bis U17 des DFB, bei denen ihm insgesamt drei Tore gelangen.

## Erfolge
VfB Stuttgart
- DFB-Pokal der Junioren-Sieger: 2019